# Tělovýchovná jednota Sparta ČKD Praha 1976-1977
Questa voce raccoglie le informazioni riguardanti il Tělovýchovná jednota Sparta ČKD Praha nelle competizioni ufficiali della stagione 1976-1977.

## Stagione
A differenza della stagione precedente, il ritorno in prima divisione non è roseo: ne è la conferma il 13º posto finale in campionato e l'eliminazione in Coppa delle Coppe ai danni del MTK (4-2).

## Calciomercato
Táborsky e Bouska (Bohemians Praga) vengono ceduti, viene acquistato l'attaccante Klement dal Baník Ostrava.

## Rosa
| N. |                           | Ruolo | Calciatore         |
| -- | ------------------------- | ----- | ------------------ |
|    | Cecoslovacchia (bandiera) | P     | Jiri Kislinger     |
|    | Cecoslovacchia (bandiera) | D     | Jaroslav Kotec     |
|    | Cecoslovacchia (bandiera) | D     | Pavel Melichar     |
|    | Cecoslovacchia (bandiera) | D     | František Chovanek |
|    | Cecoslovacchia (bandiera) | D     | Oldřich Urban      |
|    | Cecoslovacchia (bandiera) | C     | Bohumil Veselý     |

| N. |                           | Ruolo | Calciatore     |
| -- | ------------------------- | ----- | -------------- |
|    | Cecoslovacchia (bandiera) | C     | Tomáš Stranský |
|    | Cecoslovacchia (bandiera) | C     | Antonin Princ  |
|    | Cecoslovacchia (bandiera) | A     | Václav Kotal   |
|    | Cecoslovacchia (bandiera) | A     | Jiri Klement   |
|    | Cecoslovacchia (bandiera) | A     | Pavel Stratil  |